# Craneballs
Craneballs s.r.o. je české vývojářské studio. Soustředí se především na tvorbu her pro mobily. Vzniklo v roce 2009, kdy se soustředilo na tvorbu aplikací pro Iphone. S tvorbou her studio začalo kvůli ekonomické krizi.

## Hry
- 2009 - Blimp: The Flying Adventures - první hra od Craneballs. Řadí se mezi takzvané létající adventury.[3]
- 2009 - 33rd Division - stealth akce z druhé světové války.[4]
- 2010 - Monorace
- 2010 - SuperRope - oddechová arkáda, v níž se hráč snaží dosáhnout co nejvyšší nadmořské výšky. [5]
- 2011 - Overkill - nejúspěšnější hra studia. Bylo staženo 12 milionů kusů. Jedná se o střílečku se statickými lokacemi.
- 2012 - Fish Heroes - arkáda inspirovaná Angry Birds.[3]
- 2013 - Overkill 2 - pokračování hry z roku 2011. [6]
- 2013 - 33rd Division - Znovuzrození hry z roku 2009
- 2014 - Overkill Mafia - Třetí hra v sérii Ovekill.
- 2014 - Overkill 3
- 2015 - Overcute: Cube Worm
- 2015 - Splash Cars
- 2016 - Ninja Madness
- 2019 - Planet Nomads